# Бракнъл Форест (община)
Община Бракнъл Форест (на английски: Borough of Bracknell Forest) е една от шестте административни единици в област (графство) Бъркшър, регион Югоизточна Англия. Населението на общината към 2010 година е 116 500 жители разпределени в няколко селища на територия от 109 квадратни километра. Административен център на общината е едноименният град Бракнъл. В Сандхърст се намира Кралската военна академия.

## География
Бракнъл Форест е от групата на малките по площ общини в източната половина на графство Бъркшър, характеризиращи се с висока гъстота на населението. В югоизточна посока, общината граничи с графство Съри, а на югозапад е разположено графство Хампшър. На около 12 километра в източно направление, започват западните части на метрополиса Голям Лондон.
По-големи населени места на територията на общината:
| селище    | на английски | население (2001) |
| --------- | ------------ | ---------------- |
| Бракнъл   | Bracknell    | 64 372           |
| Сандхърст | Sandhurst    | 22 314           |
| Кроуторн  | Crowthorne   | 5200 (24 082)*   |

(*) Населението на Кроуторн е за частта попадаща в общината. В скоби е цялото население на селището.